# تیزشاخ آفریقای شرقی
تیزشاخ آفریقای شرقی (نام علمی: Oryx beisa) نام یک گونه از سرده تیزشاخ است.